# Mátra
För andra betydelser, se Mátra (olika betydelser).

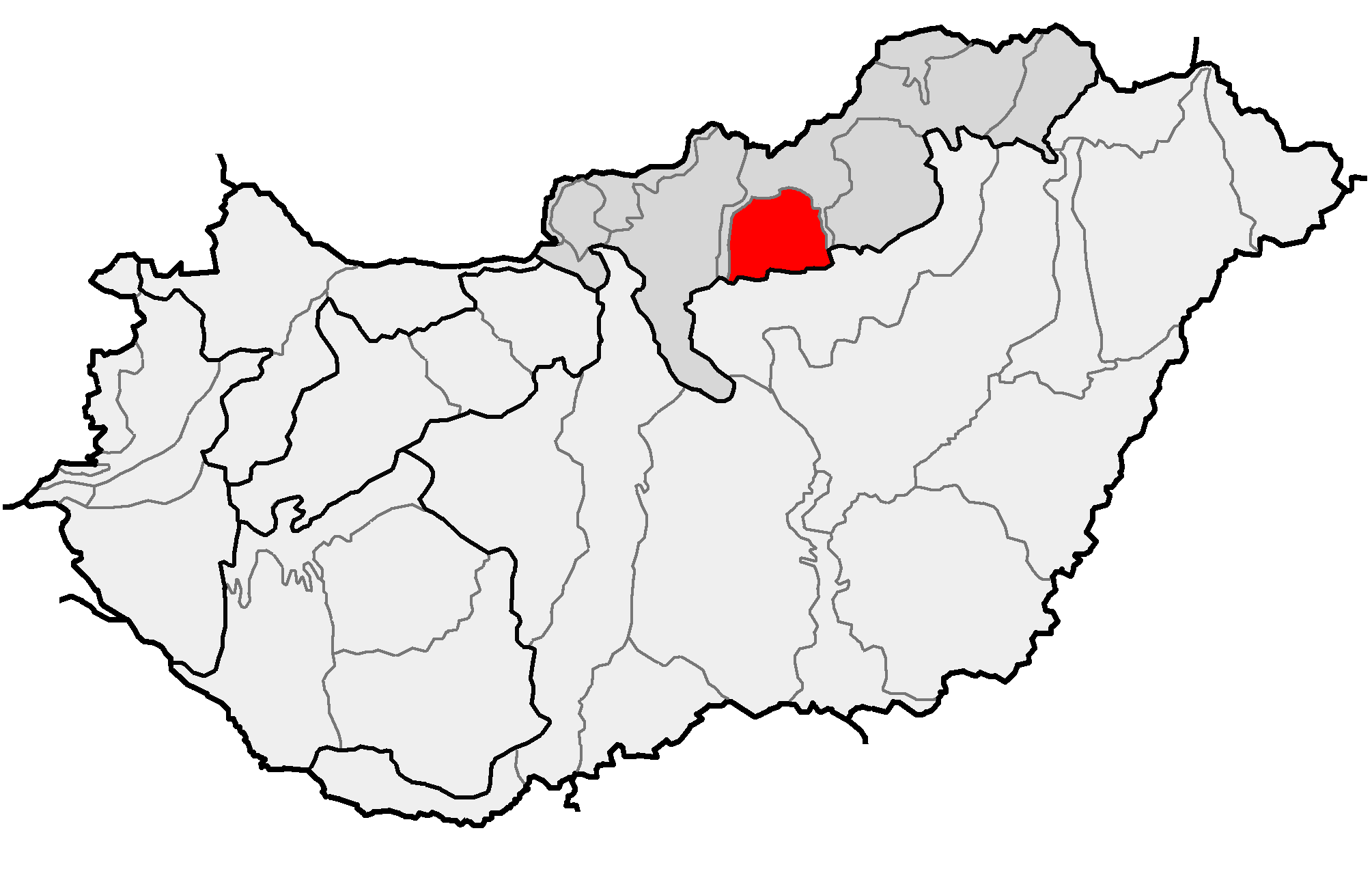
Mátra i Ungern

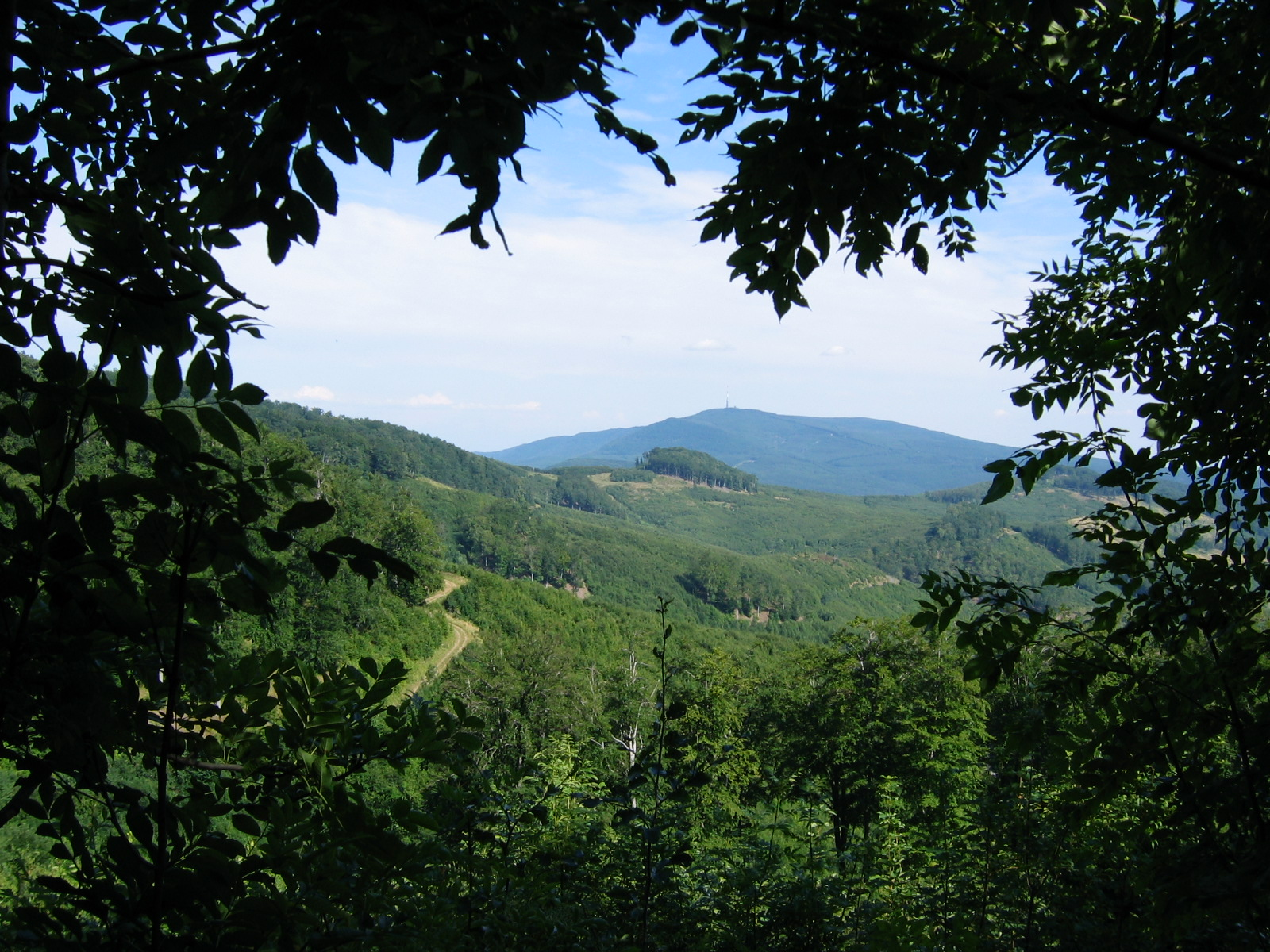
Vy mot Kékes (1015 m)

Mátra är en bergskedja som ligger i norra Ungern. Ungerns högsta bergstopp Kékes (1015 m) ingår i bergskedjan.
Asteroiden 1513 Mátra har fått sitt namn efter bergskedjan.